# Windjammer-Museum
Das Windjammer-Museum ist ein sich mit der Geschichte der Segelschifffahrt befassendes Schifffahrtsmuseum in Barth in Mecklenburg-Vorpommern. Es wurde im September 2017 eröffnet und wird durch einen Verein betrieben. Es zeigt Objekte aus der Sammlung Reeckmann, deren Kern hunderte Schiffsporträts als Gemälde und Zeichnungen, sogenannte Kapitänsbilder, und Schiffs-Dioramen bilden.

## Geschichte
Das Museumsgebäude und Barther Baudenkmal in der Hafenstraße 22 wurde 1895 für die Firma Gebrüder Wendt als Wohnhaus errichtet und später an den Sägewerksbesitzer Teetz (Teetzsche Villa) verkauft. Zur Zeit der DDR wurde das Haus kommunal verwaltet und der Grundriss des Hauses verändert, um das Gebäude als Mehrfamilienhaus nutzen zu können. In den Jahren 2016 und 2017 wurde das Gebäude denkmalgerecht saniert. Von April bis August 2017 wurden die Ausstellungen konzipiert und aufgebaut. Am 16. September 2017 wurde der Museumsbetrieb aufgenommen.

## Die Privatsammlung
Die Sammlung Reeckmann, die von den Eignern der Barther Schiffswerft aufgebaut wurde, ist eine Sammlung historischer Schiffsporträts aus dem 19. und frühen 20. Jahrhundert und sei „deutschlandweit die größte Sammlung von Kapitänsbildern“.  Sie ist in zwei Hauptbereiche unterteilt: Dem Schiffsporträt als Gemälde oder Zeichnung, sogenannten Kapitänsbildern, und den Schiffsporträts in der Sonderform als Schiffs-Diorama. Die Sammlung von Schiffsporträts wird durch zahlreiche Kupferstiche, Karten, nautische Geräte, Landschaftsgemälde und Fotografien ergänzt.

## Ausstellungen
Dauerausstellung Kapitänsbilder im Erdgeschoss:
In diesem Ausstellungsbereich werden rund 170 sogenannte Kapitänsbilder der Sammlung Reeckmann gezeigt. Die Arbeiten entstanden im Zeitraum zwischen 1807 und ca. 1935 und zeigen überwiegend als Bark, Brigg, Vollschiff oder Schoner getakelte Segelschiffe, die überwiegend in Deutschland, aber auch in anderen Ländern beheimatet waren. Einen besonderen Schwerpunkt bilden dabei Schiffe aus Vorpommern. Unter anderem zeigt die Ausstellung Werke folgender Schiffsporträtisten und Marinemaler:
- John Henry Mohrmann
- Richard Ball Spencer
- Hugo Schnars-Alquist
- Fritz Stoltenberg
- Alfred Jensen
- Reuben Chappell
- Julius Gregersen
- Jacob Spin
- Felice Polli
- T. G. Purvis
- Dirk Anton Teupken
- Tomaso De Simone
- Mathieu Antoine Roux Junior
- Louis Francois Prosper Roux
- Lorenz Petersen
- Jakob Petersen
- Heinrich Andreas Sophus Petersen
- Christian Ferdinand Möller
- Ole Johnson
- Siegfried Brüggemann
- Jacob Ahrend Hinrich Böttger
- Friedrich Ludwig Wilhelm Stoll

Dauerausstellung Schiffs-Dioramen im Obergeschoss:
Diese überwiegend als Wasserlinienmodell gefertigten dreidimensionalen Schiffsdarstellungen im Schaukasten zählen, wie Buddelschiffe, zum charakteristischen Kunsthandwerk der Seeleute des 19. und frühen 20. Jahrhunderts. Insgesamt werden in den Ausstellungen des Windjammer-Museums rund 300 dieser Schiffs-Dioramen aus verschiedenen Ländern präsentiert.
Aktuelle Ausstellungen zur Schifffahrtsgeschichte:
- Von Vorpommern in die Welt
- Die letzten Königinnen der See[4]